# 木曜大特集
『木曜大特集』（もくようだいとくしゅう）は、1974年4月18日から同年9月19日までフジテレビ系列局が編成していたフジテレビ製作の単発特別番組枠である。全13回。
編成時間は毎週木曜 20:00 - 20:55 （日本標準時）だったが、この時間帯にはプロ野球ナイター中継などが組まれることが多く（特に夏場）、直前枠の『クイズグランプリ』や『スター千一夜』とともにたびたび休止にさせられていた。

## 放送番組一覧
| 放送日  | 放送番組                            | 主な出演者                                                                     | 備考                                   |
| ------- | ----------------------------------- | ------------------------------------------------------------------------------ | -------------------------------------- |
| 4月18日 | 大騒動！春の紅白学園祭り            | 五木ひろし、山本リンダ、森昌子、山口百恵、桜田淳子、林寛子                     |                                        |
| 5月2日  | アツアツカップル爆笑ゲーム合戦      | 今陽子、柴田国明、矢吹健、ジェリー藤尾                                         |                                        |
| 5月9日  | 歌まね物まねそっくりベスト10        | 桜田淳子、アグネス・チャン、浅田美代子、アン・ルイス                           |                                        |
| 5月16日 | 大催眠！引田天功スターを手玉        | 湯原昌幸、うつみみどり、初代引田天功、森進一、水前寺清子、和田アキ子           |                                        |
| 5月23日 | 五郎・淳子、プロバスケットに挑戦！  | 野口五郎、桜田淳子、にしきのあきら、坂口良子                                   |                                        |
| 5月30日 | 新婚！マチャアキ愛妻を披露          | 堺正章夫妻、ザ・ピーナッツ、西城秀樹、内田あかり                               |                                        |
| 6月6日  | 第2弾！歌まね物まねそっくりベスト10 | 野口五郎、あべ静江、小柳ルミ子、サンダー杉山                                   | 本枠唯一の複数企画                     |
| 6月13日 | 燃える鉄拳！スター大山倍達に挑戦    | 大山倍達、五木ひろし、野口五郎、山口百恵、桜田淳子、山本リンダ                 |                                        |
| 7月25日 | ㊙ノストラダムスの大予言            | 丹波哲郎、司葉子、由美かおる、五木ひろし、あべ静江、山本リンダ、「予言者」たち | 映画『ノストラダムスの大予言』関連番組 |
| 8月15日 | 引田天功・真夏の悪夢を斬る！        | 初代引田天功、五木ひろし、山本リンダ、アン・ルイス                             |                                        |
| 8月29日 | 御存知！ヒット番組総登場            | 三波伸介、小川宏、萩本欽一、芳村真理                                           | [ 2 ]                                  |
| 9月5日  | 歌まねパクパクベスト10              | 風吹ジュン、リンリン・ランラン、山本リンダ                                     |                                        |
| 9月19日 | これはびっくり！スター演芸大会      | 五木ひろし、いしだあゆみ                                                       |                                        |

参考：『毎日新聞縮刷版』毎日新聞社、1974年4月18日 - 同年9月19日付のラジオ・テレビ欄。